# Панфилов, Анатолий Алексеевич
Анатолий Алексеевич Панфилов (род. 1 февраля 1951, Сортавала, Карело-Финская ССР, РСФСР) — российский инженер и общественный и политический деятель, Председатель Центрального совета политической партии Российской экологической партии «Зелёные» (1993—2021).

## Биография
Анатолий Алексеевич Панфилов родился 1 февраля 1951 года в городе Сортавала (Карело-Финская ССР).
С 1966 года был комсомольцем ВЛКСМ и членом партии КПСС по ноябрь 1991 года.
В 1974 году окончил факультет радиоэлектроники летательных аппаратов Московского авиационного института имени Серго Орджоникидзе. Отмечалось, что в студенческие годы в течение ряда лет работал в профкоме МАИ, в комсомольских стройотрядах на стройках Сибири. После окончания института Панфилов работал на Московском телевизионном заводе, был мастером и начальником техбюро цеха.
Согласно официальной биографической справке, после Московского телевизионного завода Панфилов в течение 10 лет работал на предприятиях военно-промышленного комплекса СССР, а в 1990 году занялся предпринимательством на Урале (подробности не приводились). По данным, опубликованным в прессе, в 1990 году Панфилов стал председателем правления фирмы «Иглор». В ряде изданий сообщалось, что с 1990 до 1993 года Панфилов являлся директором малого предприятия по разработке и производству бутилированной воды.

### Политическая деятельность
В апреле 1993 года Панфилов возглавил Конструктивное экологическое движение России «Кедр». Аналитики отмечали, что оно фактически являлось корпоративной структурой Санэпидемнадзора — его создателем выступил председатель Государственного комитета санитарно-эпидемиологического надзора России Евгений Беляев, а в актив «Кедра» вошли руководители управлений госкомитета и региональных подразделений ведомства, в частности Геннадий Онищенко. В 1994 году на базе движения была сформирована Экологическая партия России «Кедр», преобразованная в Российскую экологическую партию «Зеленые» при всеобщей перерегистрации российских политических партий в 2002 году. В интервью «Независимой газете» в 1993 году Панфилов заявил: «Целью нашего движения является … создание такого механизма, когда любому предприятию и бизнесмену было бы выгодно вкладывать деньги в охрану окружающей среды».
В 1995 году партии «Кедр» приняла участие в выборах в Государственную Думу РФ второго созыва. Аналитики отмечали, что её руководство попыталось сделать ставку на привлечение в избирательный список известных фигур — в первую тройку списка, кроме Панфилова, вошли бизнесмен Артём Тарасов и телеведущий Леонид Якубович. Тем не менее, «Кедр» на выборах в Думу набрал всего 1,39 процента голосов, и Панфилов в парламент не попал. Как писало издание «Версия», «Кедр» проиграл выборы, поскольку партийное руководство во главе с Панфиловым отказалось прислушиваться к советам представителей фонда «ИНДЕМ» Георгия Сатарова, который «придумал» движение и готовил не только его программные и уставные документы, но и предложения по проведению избирательной кампании.
В ряде СМИ отмечалось, что в мае 1996 года, после того, как Беляев был освобожден от должности главы Госкомсанэпидемнадзора за «ненадлежащее исполнение возложенных на него обязанностей, допущенные нарушения законодательства и нецелевое использование средств федерального бюджета», партия «Кедр» окончательно перешла в ведение Панфилова, которого называли её основным спонсором. В том же году Панфилов был избран председателем палаты по экологии и природным ресурсам в политическом консультационном совете при президенте РФ (занимал этот пост до 2000 года).
В 1999 году Панфилов фигурировал под первым номером в списке избирательного объединения «Экологическая партия России „Кедр“» на выборах в Государственную Думу третьего созыва, однако «Кедр» в итоге вообще не принял участия в выборах, поскольку из списка выбыли два из трех членов первой тройки. По данным газеты «Версия», спонсором «Кедра» в ходе этой предвыборной кампании выступал «алюминиевый» магнат Лев Черной (Черный). Бизнесмен дважды нанимал консультантов-политтехнологов, сначала из новосибирского филиала фирмы «Имидж-контакт», затем из фонда «Русский проект», однако убедившись в бесперспективности проекта, «предоставил „Кедр“ самому себе». Всего, по данным «Версии», за годы своего существования «Кедр» сменил несколько «собственников» (имена других не назывались). Хотя в 2000 году «Кедр» был переименован в Российскую экологическую партию «Зеленые», Панфилова и после этого продолжали называть лидером «Кедра». Между тем ряд независимых экологов относил «Кедр» к числу типичных псевдоэкологических партий, которые не ведут никакой реальной природоохранной работы, а используют модную экологическую тему, активизируя свою деятельность исключительно перед очередными выборами.
В январе 2000 года Панфилов был выдвинут инициативной группой граждан в качестве кандидата на пост президента РФ, в заявке значился как председатель Общероссийской политической общественной организации (политической партии) «Экологическая партия России „Кедр“ (зеленые)». Однако Панфилов не сдал в положенный срок в Центризбирком подписные листы, и не участвовал в выборах, победителем которых в первом туре стал Владимир Путин.
В 2003 году Панфилов по приглашению Европарламента принимал участие в работе Европейской комиссии в Брюсселе. В том же году он вновь баллотировался на выборах в Государственную Думу от партии «Зеленые» — как председатель президиума её центрального совета. Партия выборы проиграла, набрав 0,41 процента голосов избирателей.
В феврале 2005 года Панфилов стал членом Общественного экологического совета при
Министерстве природных ресурсов РФ.
До 2016 года входил в члены общественного совета при Росприроднадзор, уступив место заместителю партии Елене Гришиной. 
В ноябре 2006 года на прошедшем в Самаре съезде партии «Зеленые», при финансовой поддержке президента благотворительного фонда ГК СОК Илоны Качмазовой, Панфилов отметил, что задачей возглавляемой им структуры по-прежнему остается деятельность по улучшению экологической ситуации в стране. Он заявил, что его партия в парламентских выборах 2007 года, намерена участвовать самостоятельно, хотя ей и «близки позиции «Справедливой России». В 2007 году партия «Зеленые» приняла участие в областных выборах, на которые ГК СОК потратил более 3 млн. долларов, причем Панфилов лично приезжал в Самару, чтобы поддержать свою организацию. Результаты выборов удивили аналитиков: впервые за всю историю своего существования партия Панфилова преодолела избирательный 7 % барьер и прошла в Самарскую Губернскую думу, впервые проведя по спискам партии одного депутата которой стала топ-менеджер ГК СОК Эльвира Суркова, которая была включена в члены Центрального совета партии. Сразу после избрания избранный депутат от Зелёных Суркова фактически отошла от партийных дел и после окончания полномочий депутата в 2012 покинула партию.
15 мая 2021 на внеочередном съезде Российской экологической партии Зелёные отправлен с поста председателя в отставку. Сам Панфилов опубликовал заявление о рейдерском захвате партии и проведении своего съезда на 21 мая. Однако Министерство юстиции признало решение внеочередного съезда от 15 мая 2021 легитимным, в ЕГРЮЛ внесена запись о смене руководства и юридического адреса. Сам Панфилов заявил о намерениях обратится в суд. По данным информпорта Znak.com смена руководства Зелёных проходила с одобрения начальника Управления Президента России по внутренней политике Андрея Ярина. По сведениям  информпорта Znak.com Панфилов за продажу партии от Администрации просил 300 млн.рублей, отказавшись продать партию за 30 млн. руб.
С 2022 года председатель совета по экологической политике Партии возрождения России.

### Сотрудничество с другими партиями
С 2002 по 2006 год тесно сотрудничал с Российской партии Жизни называя её лидера Сергея Миронова основным союзником и своим другом.
В 2007 году движение «Кедр» вошло в состав партии «Свободная Россия», позднее переименованной в «Гражданскую силу», а Панфилов был включен в состав её Высшего совета. На седьмом внеочередном съезде партии Панфилов сформулировал ближайшую политическую задачу: «Убедить 70 процентов населения в том, что в „Гражданскую силу“ входят нормальные люди».
Однако на съезде 16 сентября 2007 года партия «Зеленые» решила не объединяться с «Гражданской силой» для участия в предстоящих парламентских выборах и идти в Госдуму самостоятельно. Панфилов возглавил федеральный список кандидатов от своей партии и, выступая перед делегатами съезда, призвал «зеленых» активнее взаимодействовать с властью. В частности, он заявил, что они «должны объединиться для решения экологических вопросов» с «Единой Россией». Но 28 октября 2007 года, когда Центризбирком РФ завершил регистрацию федеральных списков кандидатов от политических партий, стало известно, что «Партия зеленых» не будет включена в избирательные бюллетени. Ей было отказано в регистрации, поскольку ЦИК признал недействительными более 5 процентов подписей избирателей, представленных партией в поддержку своих списков кандидатов.
12 ноября 2007 года центральный совет партии «Зеленые» принял решение о поддержке Демократической партии России (ДПР) во главе с Андреем Богдановым. Через два дня Панфилов от лица возглавляемой им партии подписал «Соглашение о сотрудничестве» между ДПР и партией «Зеленые». Но и это не принесло успеха ДПР: на состоявшихся 2 декабря 2007 года выборах партия Богданова набрала всего 0,13 процента голосов избирателей, и кандидаты из её списка в Госдуму пятого созыва не попали.
В октябре 2008 года было объявлено, что Российская экологическая партия «Зеленые» решила объединиться со «Справедливой Россией». «Весь тот потенциал, которым обладают „зеленые“, будет востребован справороссами и ничего не останется на обочине», — заверил журналистов лидер фракции «Справедливой России» в Госдуме РФ Николай Левичев. Сама партия «Зеленые» была переформирована в движение, чтобы её члены смогли войти в «Справедливую Россию», а Панфилов остался его руководителем. В следующем месяце распустилась и «Гражданская сила», чтобы затем войти в «Правое дело».
С 2008 по 2012 год Панфилов являлся одним из секретарей Центрального совета партии Справедливая Россия.
В декабре 2011 года президент Дмитрий Медведев заявил, что в ближайшее время регистрация партий будет упрощена. В феврале 2012 года на съезде движение «Зеленые» приняло решение о восстановлении одноименной партии и выходе его членов из «Справедливой России». Председателем партии вновь был избран Панфилов, к апрелю того же года планировалось подать документы для регистрации в Министерство юстиции. «Зеленые» решили поддержать кандидатуру премьер-министра Путина на президентских выборах в марте 2012 года, а также принять участие в митингах в его поддержку.
С 2018 по 2020 год получил от бывшего председателя партии «Гражданская сила» Александра Рявкина на содержание исполкома партии Зелёные около 30 млн. руб.
23 декабря 2020 года подписал соглашение о вхождении в политическую коалицию «Победа», под председательством Партии Возрождения России Игоря Ашурбели, получив миллион рублей.
Панфилов награждён медалью «850 лет Москвы».

## Семья
Женат, двое детей, Сергей 1974 г/р. — председатель Конструктивно-экологического движения «Кедр», бывший заместитель председателя — руководитель аппарата Российской экологической партии «Зелёные» и дочь Анна Крель 1985 г/р. — председатель детского экологического движения «Зелёная планета».